# マルシオ・パッソス・ジ・アルブケルケ
エメルソンまたはエメルソン・シェイキ（Emerson または Emerson Sheik）こと、マルシオ・パッソス・ジ・アルブケルケ（Márcio Passos de Albuquerque, 1978年12月6日 - ）は、ブラジルリオデジャネイロ州ノヴァ・イグアス出身の元サッカー選手。元カタール代表。現役時代のポジションはフォワード。
過去に通名であったマルシオ・エメルソン・パッソス (Márcio Emerson Passos) は偽名（理由は後述）。

## 経歴

### ブラジルリーグ
少年の頃から何十回にも渡りプロクラブの入団テストを受けたが、一向に合格できないまま18歳になったため、「若くないともう合格できない」との考えから、母親が3歳若く詐称した偽の出生届を詐取した。正規である最初の方の出生届は本名「マルシオ・パッソス・ジ・アルブケルケ」で1978年12月6日生まれ、偽証されたもう一つの出生届は本名「マルシオ・エメルソン・パッソス」で1981年9月6日生まれとなっていた。その甲斐があってサンパウロFCユースへの入団テストに合格し、1998年にトップチームデビューも果たした。しかし翌年、チームメイトであるサンドロ・ヒロシの年齢詐称が発覚したのをきっかけに、所属選手全員の出生証明書が再確認され、エメルソンの詐称も発覚。大事になることを恐れたサンパウロは、エメルソンを遠い日本に放出する。

### Jリーグ
当時Jリーグで指揮を執っていた岡田武史は、そのプレー（映像）に驚き、すぐにでも獲得したい旨を打診、2000年よりコンサドーレ札幌へ期限付き移籍して34試合31得点と大活躍。札幌のJ1昇格に大きく貢献した。日本でのプレーの際は2度目の出生届のものを用いているため、3歳分、年齢を若く申告していたことになる。
2001年、サンパウロFCユース時代からの恩師であるピッタがコーチに就任した川崎フロンターレ（当時J2）へ移籍。同年7月にはピッタと共に浦和レッズに移籍。2002年の2ndステージ2節では手を骨折したにもかかわらず泣きながら試合に出続け、Vゴールをアシストした。
ラフプレーや独り善がりなプレーが多いことでも知られていたが、2004年に就任したギド・ブッフバルトの下では警告も減少し、30試合で27得点を挙げ浦和では福田正博に続く2人目のJリーグ得点王となり、チームの2ndステージ優勝に貢献した。また、この時期には日本に帰化して日本代表入りするという意思があり本人も｢日本で何年もプレーするうちに日本のことが好きになった、日本に帰化して代表でプレーしたいと思っている｣と発言するが翌年、多額の報酬に惹かれカタールリーグに移籍した。

### 移籍騒動
2005年6月初めに非公式にカタールのクラブ、アル・サッドの強化部長を務めるアマドが渡日し、その後浦和に対してエメルソン獲得の正式オファーが出る。高い移籍金が設定され、浦和から戦力として評価を受けていたが、アル・サッド側は移籍金を支払う事を決めた。交渉に伴って、浦和は6月20日にアル・サッドとの移籍交渉を許可した。アル・サッドからは500万ドル（推定）の1年契約でオファーが出された。Jリーグ中断中に息子が入院していることを理由にブラジルに帰国していたが、再渡日・再合流も家庭を優先する形で引き伸ばしていた。結果的にリーグ再開後もチームに合流できなかったエメルソンは、800万ドル（推定）の移籍金を浦和に残して再び日本の地を踏むことなくアル・サッドへの移籍が決まった。

### 逮捕
2006年1月20日、本名・生年月日の異なる2つの出生証明書を悪用していたことが判明しブラジル連邦警察に逮捕された。
本名と偽名について、日本では逆で報道されていたが、逮捕後であるレンヌでのUEFAカップでの出場におけるuefa.comに25番の選手をMárcio Passos de Albuquerque（マルシオ・パッソス・ジ・アルブケルケ）と記述し、2008年のACL出場選手を記載したAFCのサイトでもアルサードの10番の選手をMárcio Passos de Albuquerqueと記載している。
異母弟のルイスもサッカー選手で、2001年に川崎に在籍。兄のクラウジオは2006年の6月から7月に浦和で用具係を務めていた。

### カタール国籍取得
2006年10月、カタール国籍を取得したことが判明。カタールでは早速のA代表入りを期待する声が多くあがったが、エメルソンにはユース世代 (U-20) のブラジル代表としての99年ワールドユース（当時の名称）の南米予選出場経験があり、明らかに代表入りのみを目的とした短期間での国籍取得であるため、早々のカタール代表入りを国際サッカー連盟 (FIFA) が認める可能性はほとんどない、という見方が、世界各国のサッカーマスコミでは主流となっていた。
この当時のFIFAの規定はフル代表以外のカテゴリーでの公式の大会の代表経験がある場合、その他の国の代表にはなれないというものであったが、その場合もFIFAが許可をすれば、新しい国籍での国の代表に入ることが出来る例外があった。ただし、国家の分離独立などで新国籍が与えられた場合の他は、
1. 従前の国の代表で出場した際にすでに二重国籍であること
2. 21歳の誕生日までに変更の申請をすること

の場合のみに限定されており、ブラジル代表で出場した際にブラジル国籍しかないエメルソンの場合、当該規約の下でエメルソンが許可される可能性はなかった。
カタールは2006年ワールドカップ予選の際、ブラジル国籍で代表歴のないアイウトン、デデ、レアンドロにカタール国籍を与えて自国の代表にしようとしたが、FIFAは「代表歴のない国籍変更者及び国籍追加者であっても、変更あるいは追加する国に2年間以上の居住歴がない者は、変更あるいは追加した国籍の代表にはなれない」というルールを新たに設けて、適用し阻止したことがある。なお、2010年現在ではFIFA規則が2009年に改正 され、5年間以上の継続居住が必要となっている。
2007年6月、上記新ルールに基づきアジアカップにおけるカタール代表には選ばれなかったと報道された。
その後、2008年3月4日に親善試合（インターナショナルAマッチ）のバーレーンとの試合にカタール代表として初出場し、2008年3月26日には2010年ワールドカップアジア3次予選のイラク戦にて10番、マルシオ・アルブケルケ (Marcio ALBUQUERQUE) として出場した。
試合後、イラクサッカー協会はエメルソンにはブラジルのユース代表歴があって、カタール代表に選ばれる資格がないことについてFIFAに正式に上申したが、当初はFIFAからパスポート偽造を理由として、その後の試合に対する無期限の出場停止処分のみが発表された。
最終的に2008年6月17日にFIFAが、エメルソンはU-20ブラジル代表歴のため、今後カタール代表でプレーする資格がないことを発表した、とAFP通信により報道された。
FIFA規律委員会は同件についての調査を行い、「カタールサッカー協会の決定に従って、当該選手はカタール代表としてのプレー資格がなく、カタール代表チームの今後の試合へは出場できない」ことを報告するとともに、同選手の資格問題についてカタールサッカー協会には非はない、と発表した。
2008年6月24日、アジアサッカー連盟 (AFC) は公式HP上で、FIFAがエメルソンのプレー資格についてのイラクサッカー協会の申し立てが、同様の抗議のために設定された締め切り（該当する試合の24時間以内に書面で事務局に提出）に間に合わなかったため、同申立が正式採用されない旨をイラクサッカー協会に通達したと発表した。
2010年南アフリカＷ杯の規則では「出場資格のない選手を出場させた場合、相手チームに勝ち点3を与える」というルールがあった。しかし当該国はそのための抗議を試合後24時間以内に行わなければならず、同時に調査費用をFIFAに支払わなければならない。ところがイラクサッカー協会が費用を送金したのは期限の11日後だった。従って、エメルソンのカタール代表資格が無いことは認めつつも、イラクの「抗議」自体は成立せず、試合結果は変わらないとFIFAが決定を下したのだった。諦めきれないイラクはスポーツ仲裁裁判所 (CAS) へ訴えたが、2008年9月29日、CASはFIFAの主張を認め、「試合はそのまま成立」という結論を出した。

### スタッド・レンヌ移籍
2007年8月25日、フランスのリーグ・アンに所属するスタッド・レンヌと3年契約を結び初の欧州移籍を果たした。しかしながらこの挑戦は6試合無得点という結果に終わり、半年でアル・サッドに復帰した。

### カタールリーグ復帰
2007-08シーズンは復帰したアル・サッドの一員としてカタール・スターズリーグでプレーする。
そして前述の国籍問題からカタール代表の出場権を剥奪されると、カタールサッカー協会から経歴偽証の件を厳しく追及され、マスコミやファンからも「カタールから追放しろ！」と一斉にバッシングをうける。
2008-09シーズン、形式上はアル・サッドに所属していたが、上記の理由によりクラブや監督エメルソン・レオンとも衝突し、次第に練習への参加も禁止され、試合に出場しない日々が続いた。
2008年11月、エメルソンはクラブから10ヶ月分の給料が未払いな事を理由に契約解除と移籍における違約金（移籍金）の免除を勝ち取った、と日本のマスコミに述べた。この時、アル・サッドとの本来の契約は2009年5月末までとなっていた。
代理人は「フランス、ドイツ、日本の複数のクラブから獲得オファーが来ている」と述べ、本人はJリーグ（特に古巣の浦和）復帰を熱望していると語っていた。また、Jリーグチェアマン（当時）鬼武健二も近年、中東で国籍取得（変更）した選手も「アジア枠」の対象になると発言していた。

### ブラジル復帰と現在
2009年3月、ブラジルのフラメンゴが公式サイトでエメルソンの獲得を発表。およそ10年ぶりにブラジルに復帰した。同時期にイタリアで問題児ぶりを発揮していたアドリアーノ・レイテ・リベイロもフラメンゴに復帰している。
同年8月、紆余曲折の末にUAEリーグのアル・アインFCに完全移籍した。
2010年6月、フルミネンセFCに移籍。同年7月にワシントンがサンパウロから移籍し、かつて浦和でJリーグ得点王に輝いた2人がアタカンテとして試合に出場してリーグ優勝に貢献。優勝を決めた最終節では、ワシントンのアシストから決勝点をマークした。しかし、ライバルチームのフラメンゴの応援歌をノリで歌った事から解雇される（本人談）。
2011年にはコリンチャンスに移籍し、チームの優勝に貢献する。2009年から2011年に所属したブラジルのクラブ、フラメンゴ・フルミネンセ・コリンチャンスはそれぞれ彼が所属した年にリーグ優勝している。
2012年にはリベルタドーレス杯の決勝で2ゴールし優勝。これにより12月に行われるFIFAクラブワールドカップ2012への出場権を獲得する。CWCで7年ぶりに日本でプレーしコリンチャンスの優勝に貢献した。
2014年、期限付きでボタフォゴFRに移籍した。2014シーズンは6得点を記録したが、チームはセリエBに降格することになった。それに伴いコリンチャンス復帰することになった。
2015年6月、フラメンゴに復帰した。
2017年5月3日、ポンチ・プレッタに加入した。
2018年、再度コリンチャンスに加入する。9月19日に年内での引退を発表した。引退試合が12月に行われた。

## 個人成績
| 国内大会個人成績 | 国内大会個人成績 | 国内大会個人成績 | 国内大会個人成績 | 国内大会個人成績 | 国内大会個人成績 | 国内大会個人成績 | 国内大会個人成績      | 国内大会個人成績 | 国内大会個人成績 | 国内大会個人成績 | 国内大会個人成績 |
| 年度             | クラブ           | 背番号           | リーグ           | リーグ戦         | リーグ戦         | リーグ杯         | リーグ杯              | オープン杯       | オープン杯       | 期間通算         | 期間通算         |
| 年度             | クラブ           | 背番号           | リーグ           | 出場             | 得点             | 出場             | 得点                  | 出場             | 得点             | 出場             | 得点             |
| ブラジル         | ブラジル         | ブラジル         | ブラジル         | リーグ戦         | リーグ戦         | ブラジル杯       | ブラジル杯            | オープン杯       | オープン杯       | 期間通算         | 期間通算         |
| ---------------- | ---------------- | ---------------- | ---------------- | ---------------- | ---------------- | ---------------- | --------------------- | ---------------- | ---------------- | ---------------- | ---------------- |
| 1998             | サンパウロ       |                  | セリエA          | 3                | 0                |                  |                       |                  |                  | 3                | 0                |
| 1999             | サンパウロ       |                  | セリエA          | 8                | 2                |                  |                       |                  |                  | 8                | 2                |
| 日本             | 日本             | 日本             | 日本             | リーグ戦         | リーグ戦         | リーグ杯         | リーグ杯              | 天皇杯           | 天皇杯           | 期間通算         | 期間通算         |
| 2000             | 札幌             | 9                | J2               | 34               | 31               | 1                | 0                     | 0                | 0                | 35               | 31               |
| 2001             | 川崎             | 9                | J2               | 18               | 19               | 1                | 1                     | -                | -                | 19               | 20               |
| 2001             | 浦和             | 36               | J1               | 13               | 7                | 1                | 0                     | 0                | 0                | 14               | 7                |
| 2002             | 浦和             | 10               | J1               | 24               | 15               | 6                | 6                     | 0                | 0                | 30               | 21               |
| 2003             | 浦和             | 10               | J1               | 25               | 18               | 9                | 8                     | 0                | 0                | 34               | 26               |
| 2004             | 浦和             | 10               | J1               | 26               | 27               | 6                | 4                     | 0                | 0                | 32               | 31               |
| 2005             | 浦和             | 10               | J1               | 12               | 4                | 5                | 5                     | -                | -                | 17               | 9                |
| カタール         | カタール         | カタール         | カタール         | リーグ戦         | リーグ戦         | リーグ杯         | リーグ杯              | オープン杯       | オープン杯       | 期間通算         | 期間通算         |
| 2005-06          | アル・サッド     | 10               | QSL1部           | 7                | 6                | 3                | 2                     | 1                | 0                | 11               | 8                |
| 2006-07          | アル・サッド     | 10               | QSL1部           | 25               | 18               | 8                | 6                     | 3                | 1                | 36               | 25               |
| フランス         | フランス         | フランス         | フランス         | リーグ戦         | リーグ戦         | F・リーグ杯      | F・リーグ杯           | フランス杯       | フランス杯       | 期間通算         | 期間通算         |
| 2007-08          | レンヌ           | 25               | アン             | 3                | 0                | 0                | 0                     | 0                | 0                | 3                | 0                |
| カタール         | カタール         | カタール         | カタール         | リーグ戦         | リーグ戦         | リーグ杯         | リーグ杯              | オープン杯       | オープン杯       | 期間通算         | 期間通算         |
| 2007-08          | アル・サッド     | 10               | QSL1部           | 2                | 0                | 3                | 2                     | 2                | 2                | 7                | 4                |
| 2008-09          | アル・サッド     | 10               | QSL1部           | 0                | 0                | 4                | 8                     | 0                | 0                | 4                | 8                |
| ブラジル         | ブラジル         | ブラジル         | ブラジル         | リーグ戦         | リーグ戦         | ブラジル杯       | ブラジル杯            | オープン杯       | オープン杯       | 期間通算         | 期間通算         |
| 2009             | フラメンゴ       | 11               | セリエA          | 14               | 7                | 5                | 3                     |                  |                  | 19               | 10               |
| UAE              | UAE              | UAE              | UAE              | リーグ戦         | リーグ戦         | リーグ杯         | リーグ杯              | オープン杯       | オープン杯       | 期間通算         | 期間通算         |
| 2009-10          | アル・アイン     | 8                | UFL              | 14               | 9                |                  |                       | 5                | 4                | 19               | 13               |
| ブラジル         | ブラジル         | ブラジル         | ブラジル         | リーグ戦         | リーグ戦         | ブラジル杯       | ブラジル杯            | オープン杯       | オープン杯       | 期間通算         | 期間通算         |
| 2010             | フルミネンセ     | 11               | セリエA          | 12               | 8                |                  |                       |                  |                  | 12               | 8                |
| 2011             | コリンチャンス   | 11               | セリエA          | 33               | 6                |                  |                       |                  |                  | 33               | 6                |
| 2012             | コリンチャンス   | 11               | セリエA          | 1                | 0                |                  |                       |                  |                  | 1                | 0                |
| 2014             | ボタフォゴFR     | 7                | セリエA          |                  |                  |                  |                       |                  |                  |                  |                  |
| 2015             | コリンチャンス   |                  | セリエA          |                  |                  |                  |                       |                  |                  |                  |                  |
| 通算             | ブラジル         | ブラジル         |                  | 70               | 23               | 5                | 3\|\|\|\|\|\|75\|\|26 |                  |                  |                  |                  |
| 通算             | 日本             | 日本             | J1               | 100              | 71               | 27               | 23                    | 0                | 0                | 127              | 94               |
| 通算             | 日本             | 日本             | J2               | 52               | 50               | 2                | 1                     | 0                | 0                | 54               | 51               |
| 通算             | カタール         | カタール         | QSL1部           | 34               | 24               | 6                | 3                     | 18               | 18               | 58               | 45               |
| 通算             | フランス         | フランス         | アン             | 3                | 0                | 0                | 0                     | 0                | 0                | 3                | 0                |
| 通算             | UAE              | UAE              | UFL              | 14               | 9                | 5                | 4\|\|\|\|\|\|19\|\|13 |                  |                  |                  |                  |
| 総通算           | 総通算           | 総通算           | 総通算           | 273              | 177              | 52               | 45                    | 11               | 7                | 336              | 229              |

その他の公式戦
- 2004年
  - Jリーグチャンピオンシップ 2試合0得点
- 2006年
  - ACL 1試合1得点
- 2007年
  - ACL 2試合2得点
- 2007-2008
  - UEFA CUP 3試合0得点
- 2008年
  - ACL 4試合2得点
- 2009年
  - コパ・リベルタドーレス 2試合0得点
  - リオデジャネイロ州選手権 5試合1得点
- 2010年
  - ACL 3試合1得点
- 2012年
  - コパ・リベルタドーレス 13試合5得点

## 代表歴
- 1999年 U-20ブラジル代表
  - 1999年 ワールドユース南米予選
- 2008年 - カタール代表
  - 2010年 ワールドカップアジア3次予選

### 試合数
- 国際Aマッチ 3試合（2008年）[7]

| カタール代表 | 国際Aマッチ | 国際Aマッチ |
| 年           | 出場        | 得点        |
| ------------ | ----------- | ----------- |
| 2008         | 3           | 0           |
| 通算         | 3           | 0           |

## タイトル

### 選手時代
コンサドーレ札幌
- J2リーグ：1回（2000）

浦和レッズ
- J1リーグ 2ndステージ：1回（2004）
- Jリーグカップ：1回（2003）

アル・アインFC
- UAEスーパーカップ：1回（2009）

CRフラメンゴ
- タッサ・リオ：1回（2009）
- カンピオナート・カリオカ：1回（2009）
- カンピオナート・ブラジレイロ・セリエA：1回（2009）

フルミネンセFC
- カンピオナート・ブラジレイロ・セリエA：1回（2010）

SCコリンチャンス・パウリスタ
- FIFAクラブワールドカップ：1回（2012）
- コパ・リベルタドーレス：1回（2012）
- カンピオナート・ブラジレイロ・セリエA：2回（2011、2015）
- レコパ・スダメリカーナ：1回（2013）
- カンピオナート・パウリスタ：2回（2013、2018）

個人
- Jリーグ最優秀選手賞：1回（2003）
- Jリーグベストイレブン：3回（2002、2003、2004）
- Jリーグ優秀選手賞：3回（2002、2003、2004）
- J1リーグ 得点王：1回（2004）
- J2リーグ 得点王：1回（2000）
- Jリーグカップ 得点王：2回（2002、2003）
- 報知プロスポーツ大賞：1回（2004）
- QFAアワーズ：1回（2006-07）
- コパ・リベルタドーレス年間最優秀選手：1回（2012）